# Obywatel G.C. (album)
Obywatel G.C. – pierwszy solowy album wydany przez Grzegorza Ciechowskiego w 1986 roku.
Wszystkie utwory były grane na koncertach jeszcze przed rozwiązaniem Republiki.

## Lista utworów
1. „Paryż-Moskwa 17.15 (czyli mimowolne podróże kochanków)” – 5:11
2. „Tak długo czekam (czyli Ciało)” – 4:59
3. „Błagam nie odmawiaj (czyli wyroki ferowane z pewną nadzieją)” – 5:33
4. „Kaspar Hauser” – 4:26
5. „Spoza linii świata (czyli listy pisane z serca dżungli)” – 4:46
6. „Przyznaję się do winy (czyli zeznania miłosne)” – 6:38
7. „Moje modły” – 6:41

### Reedycja –1991, Tonpress
1. „Odmiana przez osoby (czyli nieodwołalny paradygmat Józefa K.)” – 5:54
2. „Mówca” – 3:48

Do czasu ukazania się reedycji albumu powyższe utwory były obecne tylko na winylowych singlach.
Wydano je również jako utwory dodatkowe w Kolekcji

### Kolekcja– dodatkowe utwory[4]
1. „Udajesz, że nie żyjesz” – 2:48
2. „Kłam... kłam” – 3:41

Powyższe utwory zostały nagrane do filmu Zero życia.
W 1999 roku miała ukazać się remasterowana 24-bitowo płyta cd nakładem KOCH International (numer 521142-2), ale bez autoryzacji Ciechowskiego nakład wycofano.

## Twórcy
- Grzegorz Ciechowski – flet, instrumenty klawiszowe, śpiew, głosy
- Jan Borysewicz – gitara
- Agnieszka Kossakowska – śpiew (sopran)
- Małgorzata Potocka – głosy
- Janusz Skowron – klawinet, akordeon, instrumenty klawiszowe
- Krzysztof Ścierański – gitara basowa
- Paweł Ścierański – gitara rytmiczna
- José Torres – konga, instrumenty perkusyjne
- Janusz Tytman – mandolina
- Krzysztof Zawadzki – instrumenty perkusyjne

gościnnie
- Michał Urbaniak – saksofony

Realizacja dźwięku, sampling, programowanie perkusji na podstawie koncertowych nagrań zespołu Republika, dodatkowe instrumenty klawiszowe – Rafał Paczkowski. Reżyseria nagrań – Rafał Paczkowski, Grzegorz Ciechowski. Kierownictwo artystyczne – Jacek Sylwin.
Dopiski do zasadniczych tytułów zostały wymuszone przez cenzurę, a KOCH International nigdy nie otrzymał zgody od autora na wydanie płyty.